# 90P/Gehrels
90P/Gehrels 1, komet Jupiterove obitelji.